# Bondari, Ciornuhî
Bondari (în ucraineană Бондарі) este un sat în comuna Harsikî din raionul Ciornuhî, regiunea Poltava, Ucraina.

## Demografie
Componența lingvistică a localității Bondari
     Ucraineană (94,4%)
     Rusă (5,17%)
     Alte limbi (0,43%)
Conform recensământului din 2001, majoritatea populației localității Bondari era vorbitoare de ucraineană (94,4%), existând în minoritate și vorbitori de rusă (5,17%).